# Anacropora spumosa
Anacropora spumosa là một loài san hô trong họ Acroporidae. Loài này được Veron Turak & DeVantier mô tả khoa học năm 2000.